# Topolobampo
Topolobampo är en ort i Mexiko.   Den ligger i kommunen Ahome och delstaten Sinaloa, i den västra delen av landet, 1 200 km nordväst om huvudstaden Mexico City. Topolobampo ligger 3 meter över havet och antalet invånare är 7 580.
Terrängen runt Topolobampo är platt åt nordväst, men åt sydost är den kuperad. Havet är nära Topolobampo österut.  Topolobampo är det största samhället i trakten.